# Genitrix
Genitrix è un romanzo di François Mauriac pubblicato nel dicembre 1923 dall'editore Grasset.
Il libro è stato tradotto ceco, inglese, norvegese, polacco, russo, danese, lituano, turco, rumeno, catalano, tedesco, spagnolo e altre lingue, oltre che in italiano.

## Scrittura del romanzo
François Mauriac, che aveva appena pubblicato Le Fleuve de feu, finì di scrivere Genitrix il 23 settembre 1923 nella sua città di Saint-Symphorien. Le fonti dei personaggi di Genitrix, Félicité e Fernand Cazenave, sono già apparse con la famiglia Péloueyre de Il bacio al lebbroso, da cui Mauriac aveva cancellato pagine che serviranno da cornice per la costruzione di Genitrix durante la primavera e l'estate del 1923. Lo scrittore colloca l'ambientazione del romanzo nei luoghi stessi della sua infanzia, l'imponente residenza bordolese del Secondo Impero costruita a Langon, proprio accanto alla stazione ferroviaria della città (sulla linea Bordeaux-Sète), per facilitare il disboscamento e il trasporto del legname dalle proprietà Mauriac. In alcune occasioni, dipinge anche elementi familiari accaduti a suo nonno o a uno zio morto durante l'infanzia.
L'autore dedica il libro, che compare nel dicembre 1923 alle edizioni Grasset, al fratello Pierre Mauriac, professore di medicina all'Università di Bordeaux.
Questo romanzo (nelle parole di François Mauriac) "porta alla fama il suo autore". Considerando che è quello che ha avuto più risonanza, lo collocherà nel 1937 come una delle sue opere preferite.

## Trama
Mathilde Cazenave sta morendo nel suo letto, affetta da un'infezione causata da un aborto spontaneo tardivo. La suocera Félicité Cazenave, nata Péloueyre, la odia con tutta se stessa da quando ha sposato il suo unico figlio Fernand, che ha cinquant'anni. Lascia che il destino faccia il suo corso e non viene in aiuto, desiderando solo la morte della nuora per poter possedere di nuovo, in modo totale, suo figlio, amato troppo morbosamente. Nelle prime ore del mattino la giovane donna muore. Rendendosi conto di aver appena perso l'unica persona che gli ha portato un soffio di vita nell'opprimente reclusione familiare, Fernand inizia a dedicare un culto interiore alla moglie, dopo averla respinta e disprezzata per mesi quando era viva, al punto di ritornare nella sua camera di fanciullo, adiacente a quella della madre, sotto l'influenza dell'onnipotente donna divinizzata, possessiva e manipolatrice.

Mentre Félicité Cazenave pensava che avrebbe trovato suo figlio, Fernand si chiude nella stanza della defunta moglie, non mangia più e rifiuta gli approcci di sua madre. Félicité non sopporta questa vittoria finale della morte che per la prima volta erige una fortezza inespugnabile tra lei e il figlio. Pur utilizzando tattiche diverse, giocando sul ricatto emotivo e sul dominio genitoriale, non riconquista Fernand e, vittima di un ictus che la lascia paralizzata in poltrona e muta, finisce per soccombere pochi mesi dopo. Fernand si ritrova solo con l'anziana governante di famiglia, Marie de Lados. Benché non soffra per la morte della madre, è ancora sopraffatto dal dolore per la perdita della moglie, con la quale non aveva tuttavia costruito nulla. Ma questo amore postumo si estingue a poco a poco con la morte di sua madre:
La vecchia domestica ottiene il favore di portare in casa il nipote Raymond, poi i genitori, prendendo gradualmente possesso dei locali. Dopo un primo periodo durante il quale Fernand proietta inconsciamente su Raymond il potenziale del bambino che egli non era mai stato, arriva a odiare la famiglia di Marie de Lados e scaccia violentemente tutti in un'ultima esplosione del collerico sangue ereditato dai Péloueyre.

## Edizioni
- Edizioni Grasset, 1923, edizione originale arricchita da un ritratto di François Mauriac di Raymonde Heudebert
- Les Péloueyre ( Genitrix e Le Baiser au lepreux), edizioni Calmann-Lévy, 1925
- Le Baiser au lepreux e Genitrix, edizione definitiva, Librairie Hachette, 1928 (xilografie di Paul Baudier)
- Génitrix, undici incisioni originali di Michel Ciry, 140 copie numerate, Les Centraux bibliophiles, 1968
- Œuvres romanesques et théâtrales complètes, tomo I, Bibliothèque de la Pléiade, éditions Gallimard, 1978, ISBN 2-07-010931-3

### Edizioni in italiano
- François Mauriac, Genitrix: romanzo, traduzione di Maria Rolle Guerri, A. Mondadori, Milano 1970
- François Mauriac, Genitrix, introduzione di Maurizio Vitta; traduzione di Maria Rolle Guerri, A. Mondadori, Milano 1992

## Opere derivate
Nel 1973 è stato realizzato il film per la televisione Genitrix, diretto da Paul Paviot, ha avuto come interpreti Maria Meriko (Félicité), Michel Auclair (Fernand), Monique Lejeune (Mathilde) e Germaine Ledoyen (Marie de Lados).